# Daldinia cudonia
Daldinia cudonia är en svampart som först beskrevs av Berk. & M.A. Curtis, och fick sitt nu gällande namn av Lloyd 1922. Daldinia cudonia ingår i släktet Daldinia och familjen kolkärnsvampar.   Inga underarter finns listade i Catalogue of Life.